# Зграда Градске библиотеке у Суботици
Зграда Градске библиотеке у Суботици, некадашња зграда Националне касине, подигнута је 1896. године и има статус споменика културе од великог значаја.
Зграда је саграђена је по пројекту Ференца Рајхла (1869–1960) на месту некадашње барокне курије породице Скендеровић. Представља угаону грађевину у духу еклектике, са монументалним начином обраде посебно је наглашено прочеље са улазом фланкираним атлантима, рад вајара Еде Телча који носе балкон спрата. Спрат прочеља има у средишњем делу троделне отворе надвишене рељефном композицијом, а завршен је забатом са едикулом и скулптуром у врху. Кров над прочељем је у облику саркофага и има лантерне. Профилисани кровни венац носе конзоле, док прочеље фланкирају две кружне куле, на које се надовезују бочна крила. Бочне фасаде су оживљене еркерима изнад којих су забати са окулусом у средини. Декоративни елементи су барокизиране форме гирланди и цветни мотиви рађени у штуку.
Конзерваторски радови су извођени 1989. и 2002–2004. године.
Радови на санацији балкона и уређењу главне фасаде изводили су се током 2021-2022. године.